# Đức Mẹ Bãi Dâu
Đức Mẹ Bãi Dâu là một tổ hợp công trình đền thánh và tượng đài Đức Mẹ Maria, tọa lạc trên sườn Núi Lớn, phường Vũng Tàu, Thành phố Hồ Chí Minh, Việt Nam.

## Lịch sử
Năm 1926, trên sườn Núi Lớn có khu đất bằng khoảng 10 mẫu mang tên Vũng Mây, do ông Lê Hữu Lương, một giáo dân giáo xứ Vũng Tàu, đăng ký sở hữu với chính quyền vào ngày 9 tháng 4. Sau đó, ngày 14 tháng 4, ông Lương lại sang nhượng cho ông bà Nguyễn Hồng Ân quen gọi là Vệ Ân (quốc tịch Pháp). Cũng trong năm này, ông bà Vệ Ân xây một nhà nguyện nhỏ bằng đá, bên cạnh "kim tĩnh", mong sau này được chôn cất tại đó (sau này hai ông bà chuyển đến Bà Rịa và qua đời ở đây).
Ngày 1 tháng 12 năm 1927, ông bà Vệ Ân lại dâng nhà nguyện và đất đai cho Hội Thừa Sai Paris. Vũng Mây vốn là rừng rậm, ít người lui tới, nên các linh mục thừa sai cho phá rừng, trồng dâu nuôi tằm, tạo việc làm cho giáo dân, nên vùng này có tên là Bãi Dâu từ đó. Năm 1962, năm khai mạc Công đồng Vatican II, tháng 10 năm 1962, tại Bãi Dâu, linh mục chính xứ kiêm quản hạt Phaolô Nguyễn Minh Tri cho xây dựng tượng đài Đức Mẹ Ban Ơn cao 7 mét trên sườn núi. Năm 1963, Giám mục Sài Gòn Phaolô Nguyễn Văn Bình làm phép khánh thành tượng đài.
Ngày 4 tháng 10 năm 1965, Giáo phận Xuân Lộc được thành lập. Giám mục Giuse Lê Văn Ấn chính thức công bố Bãi Dâu là trung tâm Thánh Mẫu của Giáo phận Xuân Lộc. Các vị giám mục kế nhiệm tiếp tục làm cho Bãi Dâu càng ngày càng thu hút nhiều người về hành hương kính Đức Mẹ.
Đền thánh Đức Mẹ Bãi Dâu do Giám mục Giuse Lê Văn Ấn thành lập ngày 15 tháng 5 năm 1969, tọa lạc trên sườn Núi Lớn, độ cao khoảng 28 mét so với mực nước biển. Đền thánh được xây dựng lại vào năm 1994, có chiều dài 49 mét, rộng 38 mét, với hình dáng của một con thuyền buồm đang căng gió, mà ngọn tháp chuông cao 27,5 mét.
Tượng Đức Mẹ Bãi Dâu được xây dựng năm 1992, màu trắng, cao 25 mét, trọng lượng gần 500 tấn, được đặt trên sườn Núi Lớn, ở độ cao 60 mét so với mực nước biển. Tượng Đức Mẹ hướng ra biển, bế Chúa Giêsu.
Ngày 22 tháng 11 năm 2005, Tòa Thánh cắt tỉnh Bà Rịa từ Giáo phận Xuân Lộc thiết lập Giáo phận Bà Rịa. Kể từ đây Trung tâm hành hương Đức Mẹ Bãi Dâu thuộc Giáo phận Bà Rịa.

## Hình ảnh

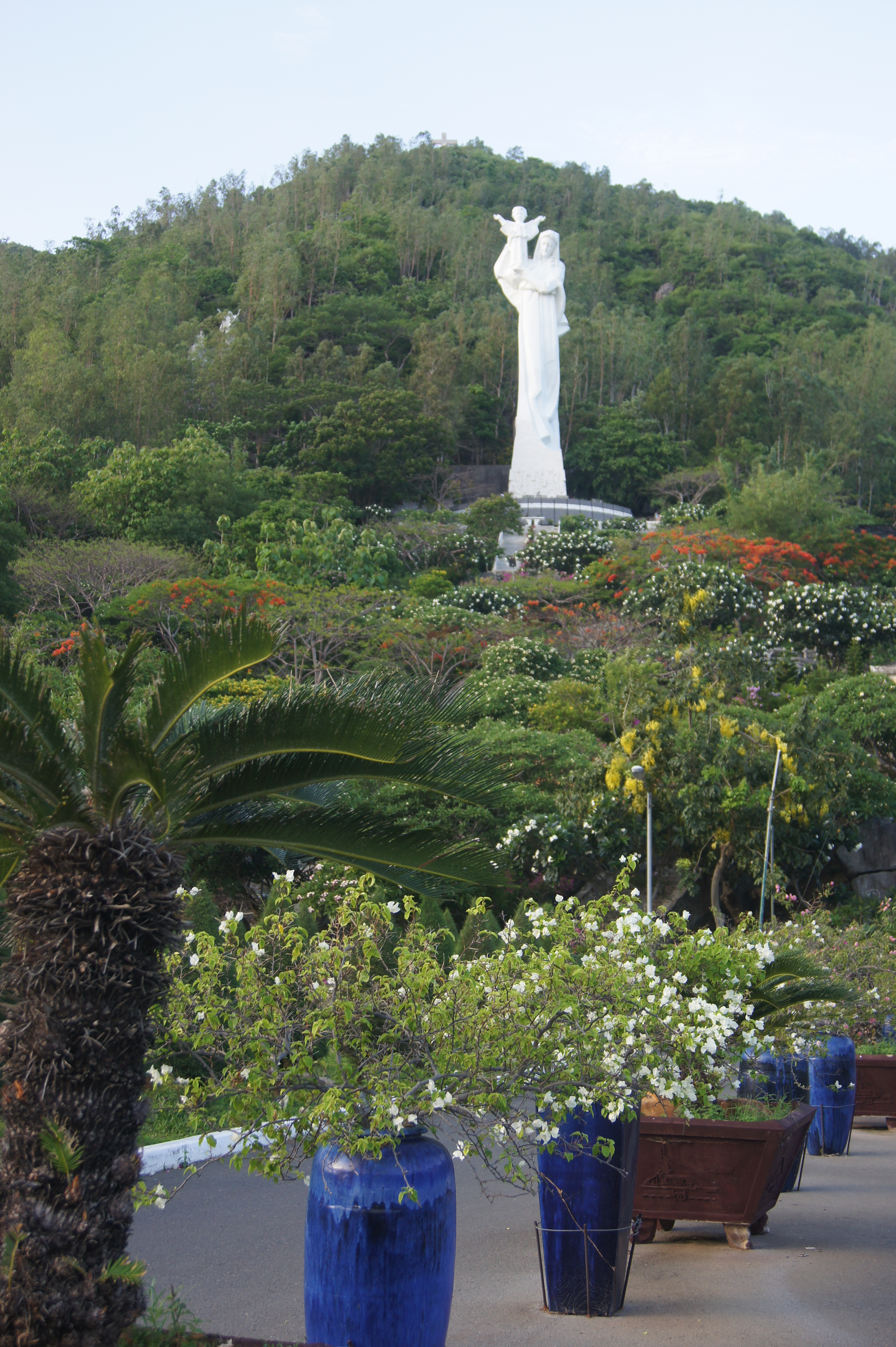
Toàn cảnh tượng Đức Mẹ Bãi Dâu nhìn từ quảng trường dưới chân núi.
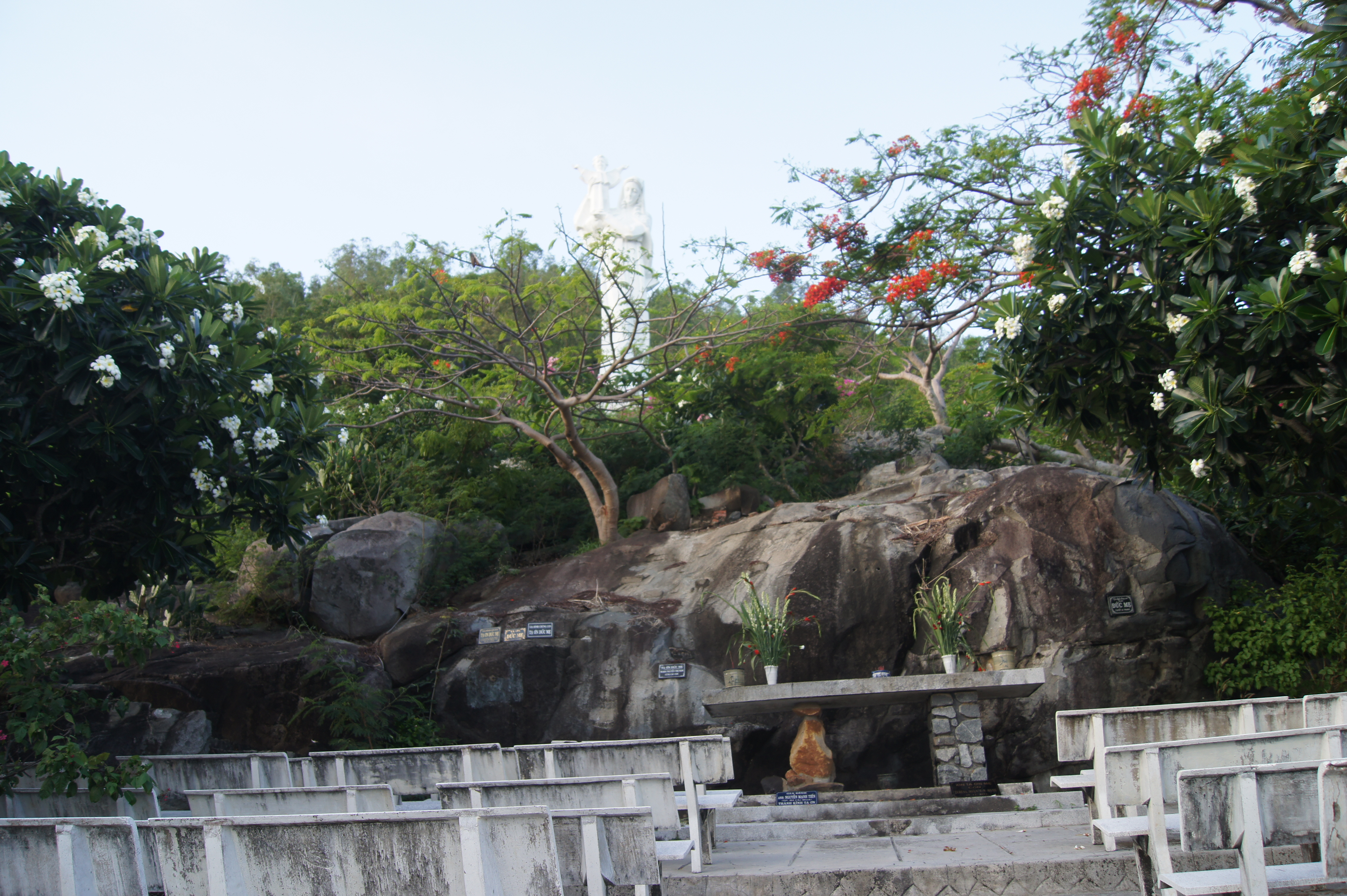
Một bàn thờ dâng lễ lộ thiên được dựng dưới chân tượng.
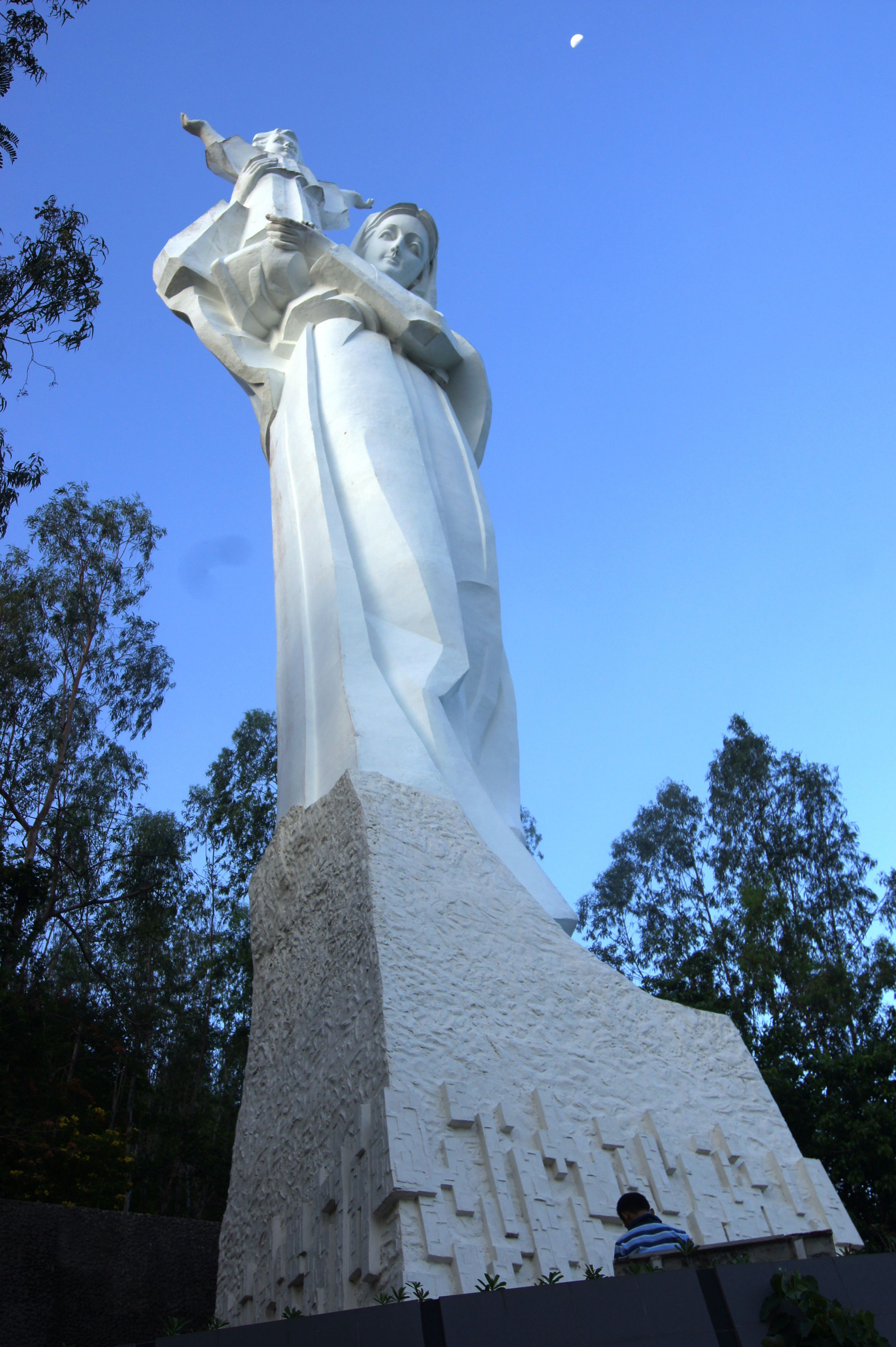
Tượng Đức Mẹ Bãi Dâu.
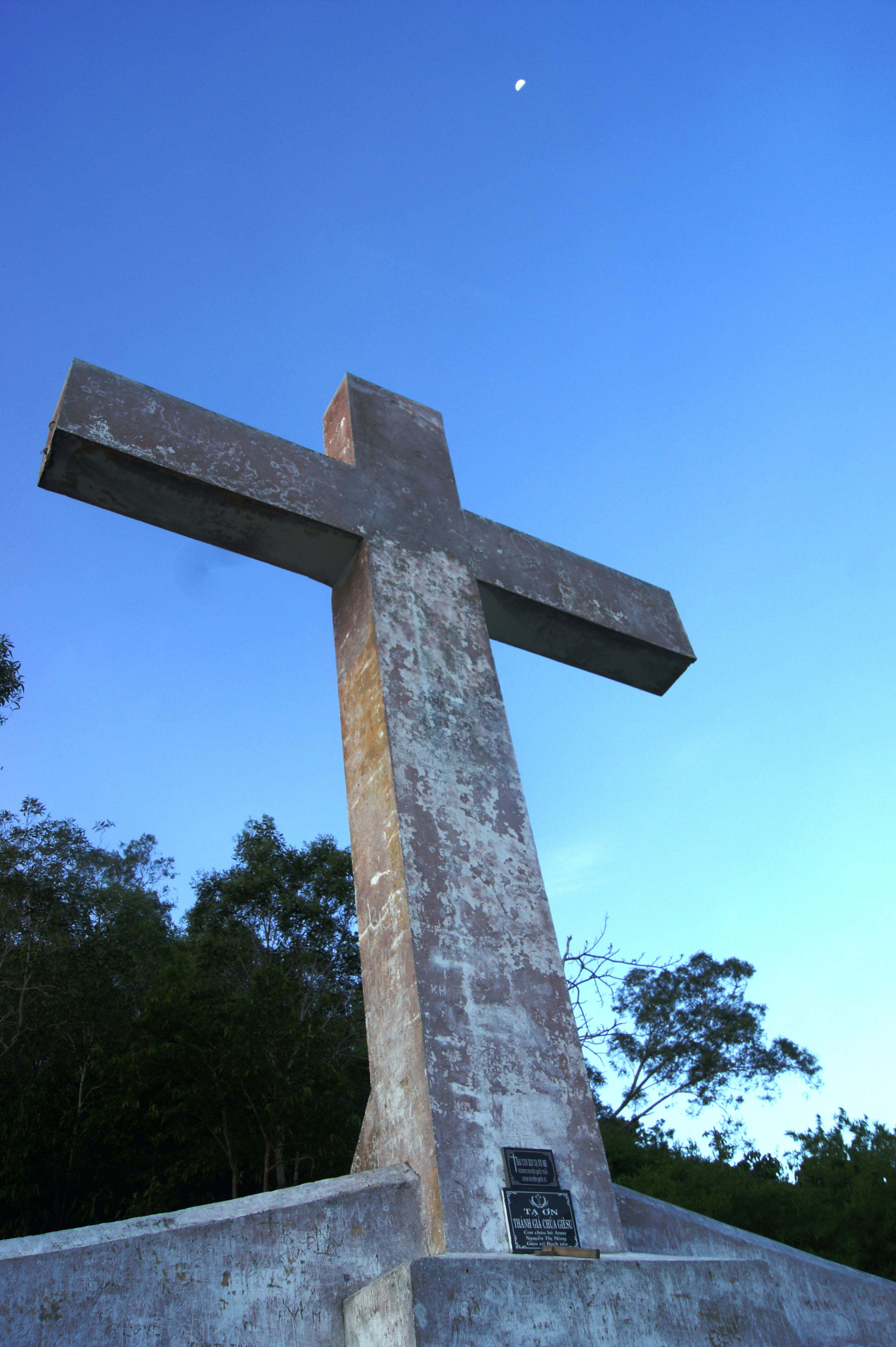
Thánh giá trên đỉnh núi trong khuôn viên trung tâm hành hương.